# إدوارد هيمستيد
إدوارد هيمستيد هو محامي وسياسي أمريكي، ولد في 3 يونيو 1780 في نيو لندن في الولايات المتحدة، وتوفي في 10 أغسطس 1817 في سانت لويس في الولايات المتحدة. انتخب Non-voting members of the United States House of Representatives ‏.